# Brdice pri Neblem
Brdice pri Neblem so naselje v Občini Brda.